# Manoir de la Sillandais
Le manoir de la Sillandais ou manoir de la Silandaye est un édifice de la commune de Chavagne, dans le département d’Ille-et-Vilaine en région Bretagne. 

## Localisation
Il se trouve à environ à un kilomètre au sud du bourg de Chavagne, près du lac alimenté par la Meu. 

## Historique
Propriété successive des familles Levesque seigneurs du Molant (en 1380), le Febvre (en 1648), Champion seigneurs de Cicé (vers la fin du XVIIe siècle), Drouet seigneurs du Tertre, puis de la famille Hubert de la Massue (au début du XVIIIe siècle et en 1787) dont Joseph Hubert de La Massue de la Sillandais archiviste de La compagnie des Chevaliers catholiques. Puis, M. de Bontteville et la famille Torquat le posséderont successivement.
En 1979, le manoir se trouve alors en très piteux état. Son nouveau propriétaire va entièrement se consacrer à sa rénovation pour lui donner le visage qu'on lui connaît aujourd'hui.
Il est inscrit au titre des monuments historiques depuis le 24 septembre 2020.

## Architecture
Le manoir possède un corps central accosté de deux pavillons. On y voit une fuie, une chapelle privée et un cadran solaire. 